# Hochwasserschutz am Niederrhein

Abschnitte des Rheinlaufs (siehe auch: detaillierte Karte)

Hochwasserschutz ist im Rahmen der Daseinsvorsorge eine wichtige Aufgabe aller Gebietskörperschaften im Hochwasserbereich am Niederrhein. Seit dem Beginn der industriellen Revolution in Deutschland ist die Zahl der Bewohner im Bereich des Niederrheins stark gewachsen. In den zehn Großstädten am Niederrhein leben über 4,3 Millionen Einwohner:
| Rhein-km | Großstadtgemeinde | Ewz.      | Rheinabschnitt | Ufer des Stadtkerns |
| -------- | ----------------- | --------- | -------------- | ------------------- |
| 655      | Bonn              | 315.000   | Niederrhein    | L                   |
| 688      | Köln              | 1.013.000 | Niederrhein    | L                   |
| 699      | Leverkusen        | 161.000   | Niederrhein    | R                   |
| 740      | Neuss             | 153.000   | Niederrhein    | L                   |
| 743      | Düsseldorf        | 578.000   | Niederrhein    | R                   |
| 762      | Krefeld           | 241.000   | Niederrhein    | L                   |
| 777      | Duisburg          | 497.000   | Niederrhein    | R                   |
| 884      | Nimwegen          | 161.000   | Delta          | L (Waal)            |
| 1000     | Rotterdam         | 586.000   | Delta          | R (Nieuwe Maas)     |
|          | Arnheim           | 143.000   | Delta          | R (Nederrijn)       |
|          | Utrecht           | 283.000   | Delta          | R (Oude Rijn)       |
|          | Leiden            | 118.000   | Delta          | R (Oude Rijn)       |

Eckhard Uhlenberg (CDU), NRW-Umweltminister (Kabinett Rüttgers) vom 24. Juni 2005 bis nach der Landtagswahl NRW am 9. Mai 2010, stellte fest:
Die Pflicht zum Hochwasserschutz ist in Nordrhein-Westfalen nicht gesetzlich geregelt! Sie sind weder dem Land, noch den Kommunen, noch Einzelnen zugewiesen. Auf freiwilliger Basis können sich betroffene Bürger in Wasserverbände (Deichverbände) zusammenschließen und sich eine Satzung geben.
Am 26. November 2007 ist die Richtlinie 2007/60/EG über die Bewertung und das Management von Hochwasserrisiken in Kraft getreten; mit der Novelle des Wasserhaushaltsgesetzes am 1. März 2010 ist sie in nationales Recht umgesetzt worden (siehe auch Folgen der Föderalismusreform). Das NRW-Umweltministerium legte im Juli 2011 einen 84-seitigen Bericht zur Lage in NRW vor. 17 Seiten des Berichts (S. 22–39) behandeln die Lage am Niederrhein.
NRW-Umweltminister war vom 15. Juli 2010 bis zum 27. Juni 2017 Johannes Remmel (Kabinett Kraft I, Kabinett Kraft II).

## Der Niederrhein und seine Nebenflüsse
Am Niederrhein (Deutschland) münden einige relativ kleine Nebenflüsse in den Rhein. Es sind (von Bonn aus stromabwärts aufgezählt) die Sieg (km 659,3), Wupper (km 703,3), Erft (km 735,5), Ruhr (km 780,2), Emscher (km 797,7) und Lippe (km 814,5).
Alle bis auf die Erft sind rechtsrheinisch.
Unabhängig von ihrer Größe haben sie bei Rhein-Hochwasser Bedeutung: dann nämlich steigt auch der Pegel im Mündungsbereich dieser Nebenflüsse. Ihre Ufer müssen deshalb in ihrem Mündungsbereich ebenfalls mit Deichen geschützt sein.
Die Nebenflüsse speisen zwar relativ wenig Wasser in den Rhein; gleichwohl kann ihr Zufluss ein Rheinhochwasser noch etwas erhöhen.
| Nebenfluss (Abschn., Arm) Mündung / Übergang | MQ (Mittl. Abfl.) (m³/s) | EZG (Einz.-geb.) (km²) | Höhe max. des EZG (m)               | Höhe Mün- dung (m) | Länge (km) | Länge (H) (km) | Länge (L) (km) | Bis km Schiff- fahrt |
| -------------------------------------------- | ------------------------ | ---------------------- | ----------------------------------- | ------------------ | ---------- | -------------- | -------------- | -------------------- |
| Sieg von rechts in: Mittelrhein              | 53                       | 2.856,9                | 675,9 (Jagdberg)                    | 45                 | 155,2      | 156,7          | 156,7          | 659,3                |
| Ruhr von rechts in: Niederrhein              | 81,6                     | 4.485,4                | 843,2 (Langenberg (Rothaargebirge)) | 20,2               | 219,3      | 220,3          | 221,8          | 780,2                |
| Lippe von rechts in: Niederrhein             | 45                       | 4.887,7                | 622 (Bilstein (Briloner Höhen))     | 18                 | 220,1      | 214,1          | 267,9          | 814,5                |

Die folgende Tabelle nennt kleinere Nebenflüsse des Rheins, deren mittlere Wasserführung weniger als 20 m³/s beträgt. 
| Rhein-Km | R/L | Nebenfluss | mittlerer Abfluss in m³/s | Länge in km | Einzugsgebiet in km² |
| -------- | --- | ---------- | ------------------------- | ----------- | -------------------- |
| 703,3    | R   | Wupper     | 17                        | 117         | 827                  |
| 735,5    | L   | Erft       | 16                        | 103         | 1838                 |
| 797,7    | R   | Emscher    | 16                        | 84          | 775                  |

## Zurückliegende Hochwasser
Die Region Niederrhein wurde im Lauf der Jahrhunderte oft von schweren Hochwassern heimgesucht.
Zum Beispiel brach in den Jahren 1809, 1855 und 1861 der Banndeich unter dem Druck von Eismassen ("Eisgang").
Im Jahr 1926 lief die niederländische Duffel (ist der Ooijpolder gemeint?) von Nijmegen aus bis zum Querdamm ein.

Das gleiche Hochwasser überflutete 1926 etwa 40 Prozent der Preußischen Rheinprovinz (40 % von 26.995 km² sind etwa 10.800 km²). 
Im Februar 1945 sprengten Einheiten der Wehrmacht Deiche an der deutsch-niederländischen Grenze, um den Vormarsch der Westalliierten zu behindern; es wurde sichtbar, welche enormen und großflächigen Auswirkungen es haben kann, wenn Deiche in einem flachen Gebiet brechen.
1988, Ende 1993 und 1995 – also innerhalb von sieben Jahren – kam es zu drei „100-jährlichen Hochwassern“ (= Jahrhunderthochwasser; Liste anderer Rhein-Hochwasser hier).
Die Karte rechts zeigt, wie viele deutsche Gebietskörperschaften zwischen Bonn und der Grenze zu den Niederlanden involviert sind.
- Kreis Kleve (links + rechts)
- Kreis Wesel (links + rechts)
- Duisburg (links + rechts)
- Krefeld (links)
- Rhein-Kreis Neuss (links)
- Düsseldorf (links + rechts)
- Kreis Mettmann (rechts)
- Köln (links und rechts)
- Leverkusen (rechts)
- Rhein-Erft-Kreis (links)

- Rhein-Sieg-Kreis (links und rechts)
- Bonn (links und rechts)

In Deutschland sind also 12 Kreise oder kreisfreie Städte mit dem 'Hochwasserschutz am Niederrhein' befasst; sie gehören teils zum Regierungsbezirk Köln, teils zum Regierungsbezirk Düsseldorf.
Zudem ist das Land NRW befasst. Es arbeitet unter anderem in der Internationalen Kommission zum Schutz des Rheins mit und in der deutsch-niederländischen Arbeitsgruppe Hochwasser.

## Geschichte des Hochwasserschutzes
Am 15. Mai 1990 (zwei Tage nach der NRW-Landtagswahl, bei der Ministerpräsident Johannes Rau seine absolute Mehrheit verteidigte und 26 Monate nach dem ersten Hochwasser) kritisierte das zuständige Dezernat der Bezirksregierung Düsseldorf in einem Lagebericht die damalige Organisation des Hochwasserschutzes am Niederrhein massiv:

„Bau, Unterhaltung und Verteidigung der Rheindeiche sind
bisher heterogen organisiert, sei es durch Kommunen, Deichverbände mit dinglicher Mitgliedschaft oder Deichverbände mit korporativer Mitgliedschaft. Dabei dominieren im Ballungsgebiet zwischen der
Grenze zur Bezirksregierung Köln und der nördlichen Stadtgrenze Duisburg Kommunen und Verbände mit kommunaler Mitgliedschaft ohne
Kosten fur die begünstigten Bürger, stromab Verbände mit dinglicher Mitgliedschaft mit Kostenumlegung, aber auch ohne Rücklagen. Ca. 150 km
Rheindeiche sind sanierungsbedürftig. Das Land finanziert Deichbauten
und -sanierungen mit bis zu 80 %, lt. Bericht von 1990 Lagebericht seitens der Landesregierung, waren sich einige „Betroffene“ darin einig, dass der Hochwasserschutz am gesamten Niederrhein, unter dem Aspekt der Schadensverhinderung und Vorsorge, neu aufgestellt werden müsse.“

Im Jahr 1996 verabschiedete das Land NRW ein Hochwasserschutzkonzept. 
In dieses Konzept wurden zwei Deichrückverlegungen aufgenommen: Lohrwardt (13 Mio. m³ auf 275 Hektar) und Mündelheim (5 Mio. m³ auf 100 Hektar = 1 km²).
Im November 1997 haben die Provinz Gelderland (Niederlande), Rijkswaterstaat (niederländische Behörde für Wasserwirtschaft) und das NRW-Ministerium für Umwelt, Raumordnung und Landwirtschaft (damaliger Minister: Klaus Matthiesen) eine „Gemeinsame Erklärung für die Zusammenarbeit im nachhaltigen Hochwasserschutz“ unterzeichnet und (zur Abstimmung von Untersuchungen und Entwicklungen zur Verbesserung des Hochwasserschutzes) eine Deutsch-Niederländische Arbeitsgruppe „Hochwasserschutz“ eingerichtet.
Im September 2010 fand ein Kongress Hochwasserschutz in Nordrhein-Westfalen – Stand und Perspektiven statt. Während 1995 von 330 km Rheindeichen 275 km (= 83 %) zu sanieren und 38 km noch zu untersuchen waren, waren (Stand Mai 2010) 193 km fertiggestellt bzw. im Bau (193 von 275 = 70 %), 72 km waren noch zu sanieren. Seit 1995 wurden 594 Mio. Euro ausgegeben.
Einige schwere Hochwasser (zum Beispiel die Elbhochwasser 2002, 2006, 2010, 2011 und das Hochwasser in Mitteleuropa 2013) – jeweils mit Schäden in Milliardenhöhe – haben in den letzten Jahren das Bewusstsein dafür erhöht, wie wichtig Hochwasserschutz ist. Zum Beispiel brach beim Hochwasser im Juni 2013 ein unsanierter Deich bei Arnsnesta/Herzberg (Elbe-Elster) an der Schwarzen Elster; dadurch wurde eine sehr große Fläche überflutet.
Der Bund begann nach diesem Hochwasser in Zusammenarbeit mit den Ländern (sie sind für den Hochwasserschutz zuständig) ein „“Nationales Hochwasserschutzprogramm. Die Länder sollen überregional und auf die Flussgebiete bezogen ihre Maßnahmen koordinieren. Bis Ende 2015 sollen (Stand 2013) Hochwasser-Risikomanagementpläne erarbeitet werden.
Die Elbe ist (etwa ab Torgau flussabwärts) auf hunderten Flusskilometern ein Tieflandfluss, d. h., er hat wenig Gefälle bzw. durchfließt – ähnlich wie der Niederrhein – ein flaches Gebiet. Die Probleme ihres Hochwasserschutzes ähneln sich deshalb.

## Aktuelles Hochwasserschutzkonzept des Landes NRW bis 2015
Das aktuelle „Hochwasserschutzkonzept des Landes bis 2015“ stammt aus dem Sommer 2006, also aus der Zeit der schwarz-gelben Landesregierung (Kabinett Rüttgers).
Jürgen Büssow (SPD), von 1995 bis 2010 Regierungspräsident des Regierungsbezirks Düsseldorf, legte das Konzept damals vor.
Demnach waren 115,5 km Deich noch zu sanieren (damalige Prognose: 299,3 Mio. Euro Baukosten, davon 240 Mio. gefördert durch den Bund) und 44,5 km Deich waren noch nicht untersucht.

## Gefahrenpotential
Große Flächen der Rheinischen Bucht („linker Niederrhein“) könnten bei einem schweren Rheinhochwasser „volllaufen“:
- zwischen Köln und Duisburg ist der Hochwasser-Schutzgrad uneinheitlich und zu gering, insbesondere bei Düsseldorf/Neuss, Krefeld und Rheinhausen
- ab etwa 12.000 m³/s – schon weit unterhalb des gültigen Bemessungshochwassers[11] drohen großen Flächen irreparable Vernässung und Unbewohnbarkeit
- Im Bergbaugebiet rund um Kamp-Lintfort sind große Flächen nach dem Abbau der Kohle um bis zu 20 m abgesunken; dort würde ein über den Deich getretenes Hochwasser Landflächen besonders tief unter Wasser setzen[12] – so tief, dass Häuser vollständig überflutet würden und Bewohner sich nicht auf Dächer flüchten und dort per Hubschrauber gerettet werden könnten.

In Rheinnähe liegen auch einige große Unternehmen der chemischen Industrie. Genannt seien drei Werke der Bayer AG (Werk Leverkusen (Es liegt zur einen Hälfte in Leverkusen-Wiesdorf und zur anderen im Kölner Stadtteil Flittard), Werk Dormagen und das Werk in Werk Krefeld-Uerdingen) – seit 2008 werden die drei zusammenfassend „CHEMPARK“ genannt.
Im Dezember 2005 schrieb das Ministerium für Klimaschutz, Umwelt, Landwirtschaft, Natur- und Verbraucherschutz des Landes Nordrhein-Westfalen (MUNLV NRW) zur Situation weiter flussaufwärts:

„Anders sieht es bei Abflüssen zwischen 13.000 m³/s und 15.500 m³/s (BHQ) oberhalb von Krefeld aus. Am südlichen Niederrhein käme es zuerst im Großraum Köln/Bonn bis ca. Düsseldorf/Dormagen zu Überflutungen, mit zunehmender Höhe der Hochwasserscheitel auch im mittleren Teil etwa bis zur Einmündung der Ruhr. [Anmerkung: die Ruhr mündet bei Duisburg-Ruhrort in den Rhein]  Um in diesem Bereich Überflutungen auszuschließen, müssten Schutzanlagen von etwa 200km Länge um durchschnittlich mind. 1 m erhöht werden. Solche technischen Maßnahmen verbieten sich gerade am südlichen Niederrhein und zwar sowohl aus finanziellen als auch aus ökologischen und sozialen Gründen. Sie würden z. B. in Bonn und Köln nicht akzeptiert und wegen der dicht an den Fluss herangerückten Bebauung die Grenzen des technisch Machbaren überschreiten. Deshalb werden die Ergebnisse der Studie nicht zu generellen Erhöhungen der Schutzanlagen und Deiche führen.“

Ob das Ministerium heute – nach Elbehochwasser März 2006, Elbehochwasser 2009, Hochwasser 2009 an Donau, Moldau und Oder, Hochwasser in Mitteleuropa im Frühjahr 2010, Hochwasser in Mitteleuropa 2013 und anderen schweren Hochwassern – immer noch zu diesen Schlüssen bzw. Thesen kommen würde erscheint fraglich.
Im 2006 vorgelegten 'Hochwasserschutzkonzept des Landes bis 2015' steht unter anderem:

„Ein hundertprozentiger Hochwasserschutz ist nicht zu erreichen. Es bleibt also ein Restrisiko, dass die eigentlich geschützten Gebiete
überflutet werden. Die Schäden sind dann meist größer als ohne Schutzanlagen. Deshalb sind vorrangig in durch Bergbaueinflüsse veränderten Gebieten in den letzten Jahren Überlegungen zum
Umgang mit dem Restrisiko in den Vordergrund gerückt. Ziel ist es, die bisherige Strategie der Gefahrenabwehr durch eine neue Strate
gie des Risikomanagements zu ersetzen.
In Einzeluntersuchungen wurden mehrere Szenarien betrachtet. Dazu gehören insbesondere das Risk Assessment Verfahren für Deiche, das von der RWTH Aachen entwickelt worden ist. Innerhalb des Verfahrens wird das Risiko als Produkt aus der Versagenswahrscheinlichkeit der Schutzanlage und dem potentiell möglichen Schaden definiert. Das Ziel besteht darin, das Risiko so klein wie möglich zu gestalten.
Das kann durch eine Erhöhung der Anforderungen an die Bauwerke geschehen, aber auch durch ein gutes Katastrophenmanagement.
Das Risk Assessment Verfahren ist objektiv, transparent und konkret. Es ist geeignet, das Risiko wasserbaulicher Anlagen zu bestimmen und konkrete Maßnahmen zur Minderung des Restrisikos festzulegen.“

## Grundsätzliche Problematik: Oberlieger / Unterlieger
Es gibt ein volkswirtschaftliches Interesse daran, Gelder für Hochwasserschutz (z. B. Deichbau) möglichst effizient zu investieren (= einen möglichst hohen Nutzen pro investiertem Euro zu erzielen).
Oberlieger und Unterlieger haben Partikularinteressen; diese sind teilweise miteinander unvereinbar.
Höhere Ebenen (Land, Länder-Kommissionen oder Bund) können effiziente Entscheidungen treffen.
In der Regel profitieren Unterlieger von Hochwasserschutzaktivitäten (z. B. Investitionen) von Oberliegern.
In der Rechtswissenschaft wird die als „Oberlieger-Unterlieger-Problematik“ diskutiert.

## Deichrückverlegungen als Allheilmittel?
In einigen Leserbriefen und Presseberichten klang die Vorstellung an, man brauche nur einige Deiche zurückzuverlegen, und schon habe Hochwasser deutlich Platz bzw. seine Scheitelwelle werde deutlich gesenkt. Tatsächlich wäre das nur so, wenn der Rhein viele Millionen Kubikmeter mehr Platz hätte.
Drei namhafte Institutionen -
- Rijksinstituut voor Integraal Zoetwaterbeheer en Afvalwaterbehandeling (RIZA; 2007 ging es im 'waterdienst’ des Rijkswaterstaat auf; seit dem 1. April 2013 heißt es 'RWS Water, Verkeer en Leefomgeving'[16])
- das Landesumweltamt NRW (LUA NRW) sowie
- die Bundesanstalt für Gewässerkunde (BfG) –

sowie Forscher der Provinz Gelderland erarbeiteten in den Jahren
2002 bis 2004 die Studie Grenzüberschreitende Auswirkungen von extremem Hochwasser am Niederrhein.
Die Zusammenfassung dieser Studie enthält dazu einen Abschnitt, der im Folgenden vollständig zitiert sei:

### Studie (2004) zu Wirkungen von hochwasserreduzierenden Maßnahmen
Die Wirkung von Retentionspoldern auf Scheitelabflüsse ist stark von der Scheitelhöhe und der Ganglinienform des jeweils betrachteten Hochwassers abhängig. Deshalb muss das Schutzziel für ihren Einsatz genau definiert und durch bauliche Maßnahmen, z. B. Ausprägung der Ein- und Auslaufbauwerke oder Steuerung, umgesetzt werden.
Deichrückverlegungen wirken vor allem lokal und nach oberstrom. Bei Erweiterung des durchströmten Querschnitts kommt es bei kaum veränderten Abflüssen zu Wasserstandssenkungen. Unmittelbar unterhalb kann es zu kleineren Wasserstandserhöhungen kommen, wenn der Übergang zur vorhandenen Deichlinie zu einer deutlichen Verengung des Profils führt. Dies sollte beim Anlegen solcher Maßnahmen unbedingt beachtet werden.
Das System an Hochwasser reduzierenden Maßnahmen am Niederrhein zeigt in der derzeitigen Planung seine besten Wirkungen bei Ereignissen der Größenordnung des Hochwassers 1995. Durch einen zielgerichteten Einsatz der Maßnahmen, vor allem der Retentionspolder, kann ihre scheitelreduzierende Wirkung auf Hochwasser im Bereich der Bemessungsabflüsse gesteigert werden.
Im derzeitigen Planungszustand beträgt die hochwassersenkende Wirkung der Maßnahmen in NRW auf Ganglinien mit Scheiteln im Bereich des Bemessungshochwassers im Raum Bislich, ca. 40 km oberhalb der Grenze, 15 bis 20 cm bzw. an der Grenze selbst 1 cm.
Durch eine Steuerungsoptimierung auf das Bemessungshochwasser kann die hochwassersenkende Wirkung verbessert werden, so dass beispielsweise im Bereich Bislich Wasserstandsreduktionen von bis zu 25 bis 30 cm bzw. an der Grenze bis zu 6 cm erreicht werden können.
Die Hochwasser reduzierenden Maßnahmen in den Niederlanden sollen dafür sorgen, dass ohne Deicherhöhungen statt heute 15000 m³/s in Zukunft 16000 m³/s sicher abgeführt werden können. Die daraus resultierende Wasserstandssenkung von etwa 30 cm an der Grenze wirkt sich in abnehmender Stärke noch bis ca. 50 km stromauf aus.
Durch die Kombination der Wirkungen der geplanten Maßnahmen in den Niederlanden und der Maßnahmen in NRW können nach heutigem Planungsstand für Extremhochwasser, die über das Bemessungshochwasser hinaus gehen, Wasserstandsabsenkungen um bis zu 30 cm an der Grenze und bis zu 25 cm im Raum Bislich/Lohrwardt erreicht werden. Werden die derzeit geplanten Maßnahmen in NRW sowie einige zusätzliche Maßnahmen, z. B. zur Beseitigung von Abflusshindernissen, auf den Bemessungshochwasserabfluss abgestimmt, können in Kombination mit den Maßnahmen in den Niederlanden sogar Wasserstandsabsenkungen von bis zu 40 cm an der Grenze und im Raum Bislich/Lohrwardt erreicht werden. An anderen Stellen ist die Reduzierung des Wasserstandes geringer.
Damit wird deutlich, dass sich die Maßnahmen in NRW und in den Niederlanden gegenseitig ergänzen. Dadurch kann z. B. einem frühen Überströmen der Hochwassermauer in Emmerich entgegen gewirkt werden. Ein Überströmen der Hochwassermauer bei Emmerich beträfe auch niederländisches Gebiet.
Dieser Sachverhalt macht den gegenseitigen Nutzen grenzüberschreitender Bemühungen im Hochwasserschutz und die Erforderlichkeit einer grenzüberschreitenden Abstimmung von hochwasserrelevanten Planungen und Maßnahmen deutlich.